# Loca Academia de Pilotos 2
Hot Shots! Part Deux (Hot Shots 2, Loca Academia de Pilotos 2 (en la selva) o Locos del Aire 2) es una película de comedia estadounidense de 1993, secuela de Hot Shots! (1991).
Fue dirigida por Jim Abrahams y contó con la actuación de Charlie Sheen, Lloyd Bridges, Valeria Golino, Richard Crenna, Ryan Stiles y Rowan Atkinson.

## Argumento
En el inicio, un equipo de rescate invade el palacio de Sadam Huseín para rescatar a unos prisioneros. Pero las cosas se complican cuando son descubiertos por guardias que abren fuego. Mientras combaten, Sadam, con los ojos tapados y disparando a ciegas, irrumpe en el campo de batalla y cae a una fuente antes de que el equipo de rescate sea capturado.
Desde su última aventura, Topper Harley se halla retirado de la Marina y recluido en un templo budista en la selva. Allí, el coronel Walters (Crenna) y Michelle Huddleston, de la CIA, irrumpen en mitad de un cómico combate de Muay Thai (parodiado de Rambo III) en el que Topper derrota a un luchador. Tras ello, el coronel y Michelle persuaden a Topper para que les ayude a rescatar al equipo de rescate (creando múltiples e irónicos juegos de palabras) y a los rehenes. 
Al principio Topper rechaza la idea, pero finalmente se acaba uniendo a ellos y es enviado en paracaídas a la jungla de Irak con el único superviviente de la anterior misión, Harbinger (Ferrer), y los soldados Williams (Colyar) y Rabbinowitz (Stiles), para infiltrarse en el campamento enemigo. El aterrizaje es normal excepto para Topper, que cae enredado en las ramas de un árbol, aunque se acaba liberando con una navaja suiza multiusos patentada. El equipo se contacta con la antigua amante de Topper, Ramada (Golino), que les guía hasta un barco de pesca abandonado, en el que se disfrazan torpemente de pescadores. En él Ramada le explica que le abandonó por estar ya casada, pero que su antiguo marido, Dexter, está prisionero junto a los demás rehenes de la misión.
Durante un viaje por el río, una patrullera iraquí les detiene e inspecciona el barco, sin sospechar de sus disfraces. Sin embargo Ramada, estando vestida de hombre, entra en un servicio femenino (aunque el barco evidente carece de servicios), y eso desengaña a la tripulación de la patrullera. Antes de que éstos ataquen, Topper les dispara con una M60 y abate a la tripulación completa usando una cantidad escandalosa de munición, hasta que al llegar al capitán se le acaba, quien ríe sarcásticamente; pero Harley aprovecha para lanzar una granada a la boca abierta del capitán, haciendo que se la trague accidentalmente, y la explosión destruye al iraquí y a las dos embarcaciones. Cuando el presidente de los Estados Unidos y almirante en la película anterior Tug Benson (Bridges) supone que será otra misión fracasada, decide ir a Irak él mismo.
Todos los comandos llegan a la orilla sin complicaciones (excepto Topper). Ramada recoge algo que Topper había perdido: un lunar, perteneciente a Michelle, con la que se había acostado noche antes de emprender la misión. Mientras tanto Topper sospecha algo de Harbinger, ya que no estaba cuando llegó la patrulla. Finalmente llegan al campamento enemigo, donde el equipo de Topper elimina a los soldados en una delirante batalla. Topper encuentra escondido a Harbinger, que reconoce que después de tantos años peleando y asesinando, quiere renunciar a luchar, pero Harley le da ánimos y Harbinger recobra su espíritu de lucha. 
Mientras el equipo evacúa a los rehenes, Topper entra en el palacio, donde encuentra a Sadam, quien le encañona, pero Topper le desarma con rapidez e inician una lucha a espada. Entonces el presidente Benson llega y ordena a Topper el rescate de Dexter, mientras él y Sadam sacan sables láser similares a los de Star Wars y reanudan el duelo. En el momento final del combate, Benson rocía a Sadam (y a su perro) con un extintor, lo que congela al iraquí y lo rompe en pedazos, de modo similar al T-1000 de Terminator 2: el juicio final. Con el calor de la chimenea los fragmentos se derriten y Sadam se regenera, aunque cómicamente fusionado con el can.
El equipo, cansado de esperar, regresa al helicóptero de evacuación, donde Ramada descubre que Michelle es la saboteadora, que apresó a Dexter, sedujo a Harley y se revela que eran compañeras de habitación en la universidad, así como antiguas rivales. Después de la revelación, Ramada devuelve a Michelle el lunar y comienzan a luchar con elementos de American Gladiators; al final, Ramada golpea a Michelle y la hace caer. Topper encuentra a Dexter, quien no puede andar porque le habían atado entre sí los cordones de sus zapatos, y lo trae a cuestas hacia el helicóptero. Allí Dexter insiste en sacar una foto de Ramada y Topper, diciendo que "en otras circunstancias, serían una gran pareja", pero acaba cayendo distraídamente del acantilado. Ramada, calmadamente, comenta: "realmente, era un pesado". 
El coronel Walters arresta a Michelle, y el presidente Benson llega, por lo que el helicóptero despega. Entonces llega Saddam arriba en un jeep e intenta derribar el helicóptero con un RPG-7, pero el piloto recomienda soltar peso para aligerar la aeronave y acaban arrojando un enorme piano de cola sobre Sadam, que desaparece bajo él como en El Mago de Oz. Tras ello, Topper y Ramada se besan y el helicóptero emprende el trayecto de vuelta no sin antes pasar por encima del sol para salir "quemados".

## Películas parodiadas
- First Blood, Rambo II, Rambo III: Historia principal
- Kickboxer
- La dama y el vagabundo
- Instinto básico
- El mago de Oz
- Apocalypse Now
- Star Wars
- Terminator II

## Reparto
- Topper Harley - Charlie Sheen
- Ramada Rodham Hayman - Valeria Golino
- Presidente Thomas "Tug" Benson - Lloyd Bridges
- Coronel Denton Walters - Richard Crenna
- Michelle Rodham Huddleston - Brenda Bakke
- Dexter Hayman - Rowan Atkinson
- Rabinowitz - Ryan Stiles
- Sadam Huseín - Jerry Haleva
- Comandante Arvid Harbinger - Miguel Ferrer
- Capitán iraquí - Gregory Sierra
- Williams - Michael Colyar
- Primer ministro Soto - Clyde Kusatsu
- Senador Gray Edwards - Mitchell Ryan
- Bob Vila

### Cameos
- Martin Sheen tiene una breve aparición en la película, en la que cruza una frase con Charlie Sheen (padre e hijo en la vida real). Ambos se encuentran en distintos barcos cruzando un río, y gritan al unísono "¡Me encantaste en Wall Street!" (película en la que también coincidieron los dos).

- Blake Edwards, director de La pantera rosa, tiene un cameo en el que hace de senador de Estados Unidos en una ceremonia.

## Recepcion
Las críticas de la película fueron mixtas. Rotten Tomatoes e dio una puntuación del 59% basándose en las reseñas de 34 críticos, y el consenso fue: «El público que disfrutó de la primera Hot Shots! probablemente se divertirá con esta segunda parte, aunque esta vez la lluvia de risas falla más de lo que impacta».".
Roger Ebert señaló que la película hace referencia a películas como Rambo III , La Dama y el Vagabundo y Apocalypse Now, así como al cuento de hadas Ricitos de Oro y los tres osos. Concluyó: «Películas como esta son más o menos inmunes a las críticas de los críticos. O te ríes o no. Yo me reí»."
La película se convirtió en un éxito financiero en taquilla en 1993, recaudando más de 130 millones de dólares en todo el mundo.

## Fechas de estreno mundial
| País                                                                          | Fecha de estreno                 |
| ----------------------------------------------------------------------------- | -------------------------------- |
| Alemania                                                                      | Jueves 23 de septiembre de 1993  |
| Argentina                                                                     | Jueves 2 de septiembre de 1993   |
| Australia                                                                     | Jueves 24 de junio de 1993       |
| Austria                                                                       | Viernes 24 de septiembre de 1993 |
| Bélgica                                                                       | Miércoles 25 de agosto de 1993   |
| Belice · Costa Rica · El Salvador · Guatemala · Honduras · Nicaragua · Panamá | Viernes 29 de octubre de 1993    |
| Bolivia                                                                       | Jueves 16 de septiembre de 1993  |
| Brasil                                                                        | Viernes 1 de octubre de 1993     |
| Bulgaria                                                                      | Viernes 19 de noviembre de 1993  |
| Chile                                                                         | Jueves 9 de septiembre de 1993   |
| Chipre                                                                        | Viernes 15 de octubre de 1993    |
| Colombia                                                                      | Jueves 2 de septiembre de 1993   |
| Corea del Sur                                                                 | Sábado 26 de junio de 1993       |
| Croacia                                                                       | Jueves 10 de marzo de 1994       |
| Dinamarca                                                                     | Viernes 23 de julio de 1993      |
| Ecuador                                                                       | Miércoles 13 de octubre de 1993  |
| Egipto                                                                        | Lunes 17 de enero de 1994        |
| Eslovenia                                                                     | Jueves 9 de septiembre de 1993   |
| España                                                                        | Viernes 6 de agosto de 1993      |
| Estados Unidos · Canadá                                                       | Viernes 21 de mayo de 1993       |
| Estonia                                                                       | Viernes 8 de octubre de 1993     |
| Filipinas                                                                     | Miércoles 30 de junio de 1993    |
| Finlandia                                                                     | Viernes 30 de julio de 1993      |
| Francia                                                                       | Miércoles 25 de agosto de 1993   |

| País                         | Fecha de estreno                   |
| ---------------------------- | ---------------------------------- |
| Grecia                       | Viernes 15 de octubre de 1993      |
| Hong Kong                    | Jueves 21 de octubre de 1993       |
| Hungría                      | Jueves 16 de diciembre de 1993     |
| India                        | Viernes 11 de marzo de 1994        |
| Indonesia                    | Martes 27 de julio de 1993         |
| Israel                       | Viernes 20 de agosto de 1993       |
| Italia                       | Viernes 3 de septiembre de 1993    |
| Jamaica                      | Miércoles 1 de septiembre de 1993  |
| Japón                        | Sábado 26 de junio de 1993         |
| Letonia                      | Viernes 29 de octubre de 1993      |
| Líbano                       | Viernes 24 de septiembre de 1993   |
| Lituania                     | Viernes 5 de noviembre de 1993     |
| Malasia                      | Jueves 23 de diciembre de 1993     |
| México                       | Viernes 20 de agosto de 1993       |
| Noruega                      | Jueves 29 de julio de 1993         |
| Nueva Zelanda                | Viernes 10 de diciembre de 1993    |
| Países Bajos                 | Jueves 22 de julio de 1993         |
| Perú                         | Jueves 23 de septiembre de 1993    |
| Polonia                      | Viernes 20 de agosto de 1993       |
| Portugal                     | Viernes 17 de diciembre de 1993    |
| Puerto Rico                  | Jueves 15 de julio de 1993         |
| Reino Unido Irlanda          | Viernes 20 de agosto de 1993       |
| República Checa · Eslovaquia | Jueves 19 de agosto de 1993        |
| Rumania                      | Viernes 15 de octubre de 1993      |
| Rusia                        | Viernes 17 de junio de 1994        |
| Singapur                     | Jueves 26 de agosto de 1993        |
| Sudáfrica                    | Viernes 10 de septiembre de 1993   |
| Suecia                       | Viernes 6 de agosto de 1993        |
| Suiza                        | Viernes 24 de septiembre de 1993   |
| Tailandia                    | Sábado 23 de octubre de 1993       |
| Taiwán                       | Sábado 7 de agosto de 1993         |
| Turquía                      | Viernes 1 de octubre de 1993       |
| Ucrania                      | Viernes 17 de junio de 1994        |
| Uruguay                      | Viernes 24 de septiembre de 1993   |
| Venezuela                    | Miércoles 15 de septiembre de 1993 |